# Wetterbest
Wetterbest® este unul dintre cei mai importanți producători de sisteme de acoperișuri din România și din piața EEC (Europa Centrală și de Est).
Bazele dezvoltării brandului românesc Wetterbest® au fost puse de compania Depaco, înființată încă din anul 1999. După ce a trecut de la statutul de importator la cel de producător local de sisteme pentru acoperișuri, Wetterbest® trece la o nouă etapă în dezvoltarea de business, fiind integrată în Grupul industrial TeraPlast, în anul 2017.
În prezent, Wetterbest® face parte din Grupul Internațional Kingspan, liderul global în industria materialelor de termoizolare și de anvelopare a clădirilor, care a preluat compania începând din anul 2021.
Compania deține 2 unități de producție, una situată în localitatea Băicoi, județul Prahova, unde a inaugurat o nouă fabrică în 2020 și o a doua unitate în localitatea Podari, județul Dolj.
Wetterbest® produce o gamă largă de profile pentru sisteme de acoperișuri și accesorii:
▶  Profile de țiglă metalică - Wettebest Classic, Wetterbest Plus,  Wetterbest Colosseum, Wetterbest Gladiator, Wetterbest Cardinal        
▶  Profile de acoperiș plan Arhivat în 25 iunie 2021, la Wayback Machine. - Wetterbest Faltz, Wettebest Click
▶  Profile trapezoidale-  W8, W10, W18, W35, W60
▶  Sistem pentru colectarea apei pluviale
▶  Profil metalic pentru împrejmuire Arhivat în 11 aprilie 2021, la Wayback Machine. ( sipci metalice de gard Arhivat în 11 aprilie 2021, la Wayback Machine. )
————————————————————————————————————
Wetterbest® are peste 1.000 de clienți lunar, dintre care peste 500 sunt distribuitori locali. Produsele companiei sunt exportate în Bulgaria și Ungaria.
Totodată, este prima companie românească de profil, ce formează tinichigii de sisteme de acoperișuri și învelitori, recunoscuți la nivelul Uniunii Europene, prin Școala Wetterbest.

### Istoric
——————————————————————————————————
1999- Final Construct își începe activitatea de import și vânzare a sistemelor de învelitori metalice . In 2006-2007 , unul dintre asociați , Dragos Irimescu , a cumpărat acțiunile celorlalți asociați și a redenumit firma , care a devenit Depaco și a început sa producă țigle metalice . 
2007 - Zona de afaceri a companiei se extinde trecând de la statutul de importator la cel de producător.
2008- Dragos Irimescu fondează Brandul Wetterbest , care devine in scurt timp foarte cunoscut in România . 
2013 - Depaco® achiziționează 51% din acțiunile Artline , schimbând numele in Cortina  și începe productia în a 2a locatie  la Podari, județul Dolj. Tot în acest an se lansează profilul de țiglă metalică Wetterbest Plus, primul profil produs în România cu simetrie față de axa longitudinală
2016 – Se deschide un nou punct de lucru în Bacău. Acest an marchează și începerea activității de export a companiei.
2017 - Grupul industrial TeraPlast achiziționează, în două etape, 67% din acțiunile Depaco.
2020 - Se inaugurează noua fabrică în Băcoi, județul Prahova, în urma unei investiții de 9,4 mililoane euro.
2021 - Grupul internațional Kingspan Group PLC a preluat compania Wetterbest.
———————————————————————————————————
În 2020, Wetterbest a deschis o nouă fabrică, la Băicoi. 

Cifra de afaceri în 2020: 64 milioane euro